# Arthur Brill
Arthur Brill foi um político da Cidade Livre de Danzig. Brill foi presidente do Partido Social-Democrata da Cidade Livre de Danzig entre 1920 e 1936. Brill representou Danzig na direcção da Internacional Operária e Socialista entre janeiro de 1929 e 1936. Entre julho de 1931 e 1934, ele dividiu o lugar com Johann Kowoll.